# Anoreksija
Anoreksija je težak gubitak apetita čiji su razlozi emocionalne prirode. Anorexia nervosa je poremećaj jedenja u središtu kojeg se nalazi preplavljujući strah od debljanja. Anoreksija ne nastaje zbog gubitka apetita već je riječ o borbi protiv gladi zbog stalno prisutnog i potpuno nerazumnog straha od debljanja koji ne popušta ni onda kad je mršavost dostigla takve razmjere da je ugrožen život bolesnika. Iako je u središtu bolesti hrana, anoreksija je bolest uma. Često započinje relativno prirodnom željom za gubitkom nekoliko kilograma. Budući da dijete samo privremeno ublažavaju psihološke probleme koji se nalaze u pozadini, bez njih uskoro nemogući unos hrane se postupno svodi na najmanju moguću mjeru čime gube od 15 do 60% normalne tjelesne težine sve dok se jelo posve ne ukine. Oboljela osoba postaje opsjednuta slikom svog tijela i često doživljava sebe debelom iako je istina suprotna. Paradoks je da ona od priprave i konzumiranja hrane pravi obred.
Oko polovice svih anoreksičara u nekom trenutku počne patiti od bulimije.
Anoreksičari obično dolaze iz obitelji koje imaju visoke zahtjeve glede njihovih dostignuća i često traže savršenstvo, služeći se prisilom u mnogim vidovima života, osobito školi. Poricanje često prati njihovu izrazitu usredotočenost na to da ostanu mršavi; anoreksičari u pravilu neće htjeti priznati da nešto nije u redu, pa na izraze zabrinutosti drugih reagiraju ljutito ili obrambeno.

## Uzroci
Dok neka istraživanja ukazuju na to da geni mogu donekle predodrediti anoreksiju, većina istraživača vjeruje da su ključni psihološki čimbenici. Anoreksičari imaju nisku razinu samopoštovanja i osjećaju se nedostojnima ljubavi. U adolestenciji takve osjećaje mogu pogoršati hormonalne promjene, kulturološke poruke koje veličaju mršavost te pritisci ili napetost unutar obitelji. Krajnost gladovanja može biti način na koji anoreksičar pokušava upravljati svojim životom - ne samo oblikujući svoj izgled nego i osporavajući sazrijevanje i svoj spolni razvoj.
- Javlja se između 12. i 25. godine
- 0,3 - 0,5% mladih žena, oko 1% adolescenata
- 90-95% žene
- češće u svijetu mode i baleta
- često ih se opisuje kao dobre djevojke, koje se pristojno vladaju, savjesne su, tihe, perfekcionistice.[1]

## Liječenje
Psihoterapija, redovito medicinsko praćenje i vođenje prehrane trebali bi biti dijelom svakog programa liječenja anoreksije.
Liječenje anoreksije će se razlikovati, a ovisno o stadiju u kojem se prepozna i pacijentovoj spremnosti na suradnju. Hospitalizacija je obično nužna, ako je pacijent izgubio više od 25% svoje uobičajene tjelesne težine.
U središtu liječenja se nalazi prvenstveno individualna psihoterapija kako bi se otkrili emocionalni problemi i teškoće međuljudskih odnosa koji se možda nalaze u pozadini bolesti. Obiteljska terapija je također vrlo važna, ako pacijent živi s obitelji, a bihevioristička terapija može pomoći da promijeni štetne navike.
Osim toga trebalo bi postaviti cilj u obliku točno određenog raspona težine, a važni su i prehrambena edukacija i medicinsko praćenje. Osim cinkovog sulfata često se propisuju i dodatne količine ostalih hranjivih tvari, sredstva za pojačavanje apetita, antidepresivi, kao i sredstva protiv tjeskobe.
- Bez tretmana –  smrtnost 20%
- S tretmanom – smrtnost 2-3%; 60% potpuni oporavak, 20% pokazuju fluktuirajući oblik gubljenja težine praćen relapsom, a čak 20% razviju kroničan oblik s pogoršanjem nakon godina
- Smrt - rezultat gladovanja, samoubojstva (čak 50%) ili neravnoteže elektrolita.[1]

"U jednom sistematskom pregledu terapija anoreksije nervoze (Treasure & Schmidt, 2001) autori nisu pronašli podatke o poboljšanju ishoda putem farmakoterapije. Lijekovi (neuroleptici, triciklični antidepresivi, ciproheptadin, cisaprid) mogu čak biti i štetni time što povećavaju nekada već produženi QT interval. Ovo ne znači da za farmakoterapiju u terapiji anoreksije nervoze kompletno nema mjesta. Iako je anoreksija nervoza već duže vrijeme priznata kao poseban poremećaj, broj testiranja lijekova bio je prilično ograničen. Rasprostranjenost bolesti je mala, broj pacijenata koji traže pomoć je mali, i pri istraživačkom radu s populacijom sa slabim fizičkim zdravljem mogu se javiti etičke dileme (Mayer & Walsh, 1998; van Furth, 1998)."
Literatura:
"Osnovni priručnik za poremećaje ishrane: Anoreksija nervoza, Bulimija nervoza". Glavni stručni redaktor: Mr. sci. med. dr. Jelena Gudelj Rakić. Medicinska knjiga, Beograd 2009, str. 296-297.

## Simptomi
- Znatan gubitak na težini
- Strah od debljanja, čak i u omršavljelom stanju
- Pretjerano držanje dijeta i vježbanje
- Iskrivljena slika o tijelu
- Abnormalna zaokupljenost hranom, poput zbrajanja kalorija ili opsjednutog proučavanja kuharica
- Zatvor
- Suha, žućkasta koža
- Rast dlaka na licu i tijelu; gubitak dijela kose
- Prestanak menstruacije
- Potiskivanje spolne želje
- Hladne ruke i stopala na uobičajenoj sobnoj temperaturi
- Kronična nesanica; neobjašnjiv rast ili pad energije